# Diachlorus afflictus
Diachlorus afflictus är en tvåvingeart som först beskrevs av Christian Rudolph Wilhelm Wiedemann 1828.  Diachlorus afflictus ingår i släktet Diachlorus och familjen bromsar. Inga underarter finns listade i Catalogue of Life.